# FC Lisse
FC Lisse ist ein niederländischer Amateurfußballverein aus Lisse, in der Provinz Zuid-Holland. Der Klub entstand 1981 nach einer Fusion zwischen SC Lisse und Lisser Boys. Die Heimspiele finden am Sportpark Ter Specke statt, das 2021 und 2022 renoviert wurde. Die Farben sind blau und gelb.
Seit der Saison 1989 spielt der Verein in der höchsten Amateurliga der Niederlande. Das kam 2018 zu Ende, als es aus der Tweede Divisie abstieg. Nach vier Saisons kehrte der FC zurück.

## Erfolge
- Amateurmeister: 2008
- Amateurmeister Samstagsabteilung: 2001, 2008
- Meister Hoofdklasse A Samstag: 1997, 2001, 2008
- Meister Derde Divisie Samstag: 2022
- Gewinner Distriktspokal West II: 1993, 1994, 2007, 2011